# Dyslexie profonde
La dyslexie profonde est une forme de dyslexie qui perturbe les processus de lecture. La dyslexie profonde peut survenir à la suite d'un traumatisme crânien, d'un accident vasculaire cérébral, d'une maladie ou d'une neurochirurgie. Cette forme se traduit par la survenue d'erreurs sémantiques lors de la lecture et l'altération de la lecture des non-mots,.
Le terme dyslexie vient des mots grecs δυσ qui signifie « déficient » et λέξις qui signifie « mot » ; il est utilisé pour décrire les troubles du langage concernant la lecture et l'orthographe.
De nombreuses hypothèses ont été proposées pour tenter d'expliquer le large éventail de symptômes ressentis par les dyslexiques profonds, mais un consensus définitif n'a pas encore été atteint. Les modèles et hypothèses proposés ont aidé au traitement de certains patients, mais seulement avec certains symptômes spécifiques. De plus, la récupération observée n'est pas ressentie de la même manière chez tous les patients.

## Signes et symptômes
La dyslexie profonde se caractérise principalement par la survenue d'erreurs de lecture sémantique ou de paralexies sémantiques (transposition de lettres ou de mots) lors de la lecture à haute voix (par exemple le mot écrit « vue » est lu à haute voix comme « scène », le mot « oiseau » est lu comme « canari"),,. Ces erreurs sémantiques sont le trait distinctif majeur de la dyslexie profonde par rapport aux autres dyslexies centrales. Il existe de nombreux autres symptômes de dyslexie profonde, y compris des erreurs visuelles (par exemple, le mot écrit "chose" est lu à haute voix comme "penser", le mot "patin" est lu comme "échelle") et des erreurs de dérivation (par exemple, le mot écrit "alcool " est lu à haute voix comme "alcoolique", le mot "gouverneur" est lu comme "gouvernement"), et mauvaise lecture des mots de fonction,, De plus, les dyslexiques profonds ont plus de difficulté à lire des mots abstraits que des mots concrets et hautement imaginables, plus de difficulté à lire des adjectifs, des adverbes et des verbes que des noms, une incapacité totale à lire des non-mots et souvent des troubles des tâches de mémoire de travail verbale,,,.
Alors que les symptômes de la dyslexie profonde énumérés ci-dessus sont des troubles de la lecture différents et indépendants, il est rare de trouver un individu qui n'en présente que certaines des caractéristiques. En effet, la plupart des patients présentant des paralexies sémantiques, un symptôme caractéristique du trouble, présentent également tous les autres symptômes,,. Cela a abouti à ce que la dyslexie profonde soit considérée comme une accumulation de symptômes et a conduit à de nombreuses recherches sur les raisons pour lesquelles ces formes de symptômes peuvent coexister chez tant de patients,.

### Effet d'imageabilité et facilité de prédication
La difficulté des dyslexiques profonds à lire des mots abstraits a été appelée «  l'effet d'imageabilité  »,,,. Selon cette idée, la facilité avec laquelle une image mentale peut être créée pour un mot est fortement liée à la facilité de lecture du mot. Pour tenter d'expliquer cette relation, des chercheurs ont développé une variable permettant de relier l'imagerie mentale créée par un mot et la facilité de sa lecture. Cette variable, facilité de prédication, est une évaluation de la facilité avec laquelle il est possible de trouver des déclarations factuelles simples ou des attributs d'un mot,. Par exemple, lorsqu'on lui présente le mot « chien », un individu peut proposer des énoncés ou des prédicats, tels que « a quatre pattes », « est un animal » ou « aboie et remue la queue ». Les mots avec des scores de facilité de prédication plus élevés sont plus facilement lus à haute voix par les dyslexiques profonds que les mots avec des scores de facilité de prédication plus faibles, mais il n'y a pas de corrélation entre la facilité de prédication et la facilité de lecture observée chez les lecteurs adultes normaux,. La facilité de prédication peut ne pas expliquer les symptômes spécifiques de la dyslexie profonde, mais indique plutôt que les dyslexiques profonds lisent en utilisant l'imagerie, ou une voie prédicative, plutôt que les mécanismes plus précis utilisés dans la lecture normale.

## Mécanisme
Il existe de nombreuses hypothèses différentes souvent contradictoires, qui tentent d'expliquer les déficits associés à la dyslexie profonde. Ces théories ont abouti à plusieurs modèles conçus pour conceptualiser le complexe de symptômes rencontré chez les dyslexiques profonds. Ces modèles ne sont pas ordonnés chronologiquement, mais suivent plutôt une tendance générale croissante de présence dans le champ des connaissances concernant les dyslexiques profonds. Certains modèles peuvent être plus solides que d'autres, mais cela ne se reflète pas nécessairement ici. Les modèles et les hypothèses vers la fin de la liste sont plus fortement débattus et ont donc généralement une plus grande richesse de connaissances sur leur sujet.

### Modèle continu
Le modèle de Glosser et Friedman  est basé sur le concept selon lequel la dyslexie profonde et la dyslexie phonologique sont des points finaux opposés sur les troubles de la lecture,. La dyslexie profonde semble être une forme plus sévère de dyslexie phonologique,, ;  cependant, les symptômes chez les patients peuvent changer avec le temps, de sorte qu'un diagnostic initial de dyslexie profonde est plus tard mieux décrit comme une dyslexie strictement phonologique. Ces observations suggèrent que la récupération est possible le long de la voie sémantique.
Friedman justifie l'hypothèse du continuum par deux séries de preuves. Le premier concerne cinq patients qui ont commencé par une dyslexie profonde, mais dont les troubles ont évolué vers une dyslexie phonologique lors de la récupération. Les paralexies sémantiques ont été le premier symptôme à diminuer, partiellement ou totalement, dans chaque cas, puis d'autres symptômes ont été résolus à des degrés divers par la suite. Cependant, la lecture de non-mots était toujours le dernier symptôme à disparaître et la récupération complète n'a jamais été atteinte par aucun patient.
Son deuxième ensemble de preuves à l'appui du continuum a été trouvé dans son examen de onze patients atteints de dyslexie profonde ou phonologique chez lesquels elle a trouvé une succession prévisible de symptômes. Elle a mis l'accent sur l'ordre dans lequel les symptômes de lecture ont émergé (mauvaise lecture de non-mots d'abord, puis erreurs visuelles, puis nom > foncteur, puis nom > verbe, concret > abstrait, et enfin, erreurs sémantiques) et a suggéré que l'hypothèse du continuum était soutenue. par ce schéma de symptômes.

### Modèle connexionniste
Le "modèle connexionniste" suggère que les caractéristiques phonologiques et sémantiques d'un mot sont activées, mais cette activation se désintègre à un rythme trop rapide pour le traitement cognitif - ainsi, des erreurs dans la sortie de la parole sont produites à la suite de cette activation de la décoloration,. Cette hypothèse explique le large complexe de symptômes des dyslexiques profonds sans recourir à une approche de dommages à plusieurs locus comme on le voit dans d'autres modèles,. Il élimine le besoin d'attribuer un locus spécifique de dommage à chaque symptôme de dyslexie profonde et déclare à la place que tous les symptômes sont dus à la décomposition d'une grande zone d'activation,.

### Réseaux d'attracteurs distribués
Plaut et Shallice ont émis l'hypothèse que les unités du cerveau interagissent de telle manière que les caractéristiques sémantiques forment des attracteurs stables dans l'espace de toutes les représentations possibles des mots. Ces interactions unitaires correspondent à des modèles d'attracteurs particuliers, et si le modèle d'attracteur particulier est activé, le réseau reste dans ce modèle. Cependant, ils émettent l'hypothèse que lorsque le motif est déformé, il y a une traction sur le motif, et il gravite vers le motif correct, presque comme si cet espace sémantique était rempli de bassins, où si un point sur le motif tombe au bord de le bassin, il gravitera toujours vers le milieu. Si vous lésez cette zone, les neurones meurent et les bassins changent de forme. Lorsque cela se produit, vous pouvez maintenant avoir le même schéma de départ déformé qui se retrouvera dans un bassin voisin, qui est une zone sémantiquement liée, mais pas la bonne, et cela expliquerait que les patients dyslexiques profonds identifient à tort "rivière" comme "océan". Les lésions qui surviennent tôt dans le réseau modifient les bassins qui envoient des mots sémantiques différents à différentes zones du réseau, alors que si elles surviennent plus tard, les mots seront beaucoup plus proches sémantiquement. Cela peut expliquer la gravité du déficit chez certains patients.

### Échec de l'hypothèse d'inhibition
L'hypothèse d'échec de l'inhibition stipule que la présentation d'un mot cible active la mémoire sémantique de ce mot, ainsi que la mémoire d'autres mots sémantiquement liés. Par exemple, le mot cible "chien" peut activer "aboiement", "chat", "écureuil", "balle", "va chercher" chez la personne atteinte. Les patients dyslexiques profonds sont incapables d'inhiber les autres mots apparentés, ils sont donc susceptibles de substituer l'un de ces mots au mot cible dans la production de la parole (sortie explicite). Cette hypothèse contredit la croyance d'autres chercheurs selon laquelle les déficits observés chez les dyslexiques profonds sont dus à des problèmes de traitement [réf. nécessaire].
Les chercheurs pensent que "l'échec de l'inhibition" n'a aucun effet sur le traitement implicite, mais est plutôt la cause de déficiences dans la tâche explicite de production de la parole. Ils croient que les caractéristiques explicites de la lecture n'impliquent que la production consciente de la parole (lecture). Les informations sur les mots écrits sont intériorisées sans que l'on s'en rende compte (implicitement) ; la capacité d'accéder à ces informations et de les transformer en mots qui peuvent être lus ou parlés est un processus explicite. Les connaissances implicites impliquent une conscience phonologique, une compréhension de la morphologie et une compréhension sémantique des mots écrits. Cet aspect implicite de la lecture peut être complètement intact, et pourtant des erreurs de lecture peuvent toujours se produire par des défauts de sortie explicite, ou de production. Des chercheurs ont étudié la dissociation des processus implicites et explicites pour démêler ainsi les déficiences sous-jacentes de la dyslexie profonde. Les études à l'appui de "l'échec de l'inhibition" montrent un traitement implicite intact des dyslexiques profonds. Par exemple, des études ont montré que les dyslexiques profonds sont tout aussi rapides dans une tâche de décision lexicale avec une paire de mots qui rime (livre-pris) par rapport à une paire de mots qui ne rime pas (bough-tough), ce qui indique que les patients sont capables utiliser les connaissances phonologiques implicites et la phonétique pour traiter les mots. De plus, ils sont plus rapides dans une tâche de décision lexicale avec des mots qui sonnent comme s'ils sont épelés (canapé, pochette) qu'ils ne le sont avec des mots qui ne sonnent pas comme s'ils étaient épelés (toucher), ce qui montre à nouveau que les patients utilisent la phonologie. Ces données montrent que le traitement implicite se produit en fait chez les patients dyslexiques profonds. Ainsi, certains chercheurs pensent que les déficiences présentes chez les dyslexiques profonds ne concernent que la production phonologique explicite (c'est-à-dire la lecture à haute voix). Ils pensent que les problèmes des dyslexiques profonds sont dus à des erreurs de production, et que les dyslexiques profonds ont un traitement phonologique normal au niveau implicite. Ceci est étayé par le fait que la dyslexie profonde est souvent présente chez les patients présentant des erreurs de production résultant d'une aphasie expressive.
Riley et Thompson ont développé cette théorie en 2010. Des études antérieures avaient montré que, chez les patients atteints de dyslexie profonde, les membres typiques d'une catégorie sémantique (comme « rouge-gorge » dans la catégorie des « oiseaux ») sont traités plus rapidement que les membres atypiques de la même catégorie (comme « l'autruche »), connue sous le nom de l'effet de typicité sémantique. Selon leurs recherches, cet effet de typicité peut indiquer une incapacité à sélectionner efficacement une représentation lexico-sémantique correcte. Ils suggèrent que l'inhibition de la sélection devient altérée en commençant au niveau de la sémantique plutôt qu'aux niveaux ultérieurs de production comme le suggère l'hypothèse originale de l'échec de l'inhibition,.

### Modèle à double itinéraire

La dyslexie profonde peut affecter les deux voies dans l'hypothèse de la lecture à double voie.

Le "modèle de Morton et Patterson (double voie)" est basé sur l'hypothèse de la double voie de lecture . Il propose que l'apparition d'erreurs sémantiques parallèlement à une incapacité à lire des non-mots à haute voix doit être due à de multiples loci de dommages dans ce modèle à double voie. Parce qu'un dyslexique profond ne peut pas lire à haute voix des non-mots, une perturbation du processus phonologique est supposée, forçant la lecture à passer par la voie sémantique. Cependant, les dyslexiques profonds produisent également des erreurs sémantiques lors de la lecture, faisant également allusion à des dommages dans cette voie. D'autres chercheurs qualifient la voie phonologique et sémantique de "modules, ". Ils pensent que les patients ont un module lexical partiellement fonctionnel et un module non lexical complètement déficient. Le module lexical est analogue à la route sémantique dans le modèle à double route et s'appuie sur la mémoire lexicale, ou la mémoire des mots, pour nommer les mots,. En utilisant le module lexical, un individu accède à un "dictionnaire mental" de mots. Le module non lexical est comparable à la voie phonologique et utilise la connaissance de l'orthographe et des graphèmes pour créer des phonèmes pour nommer des mots et des non-mots. L'absence de module non lexical chez les dyslexiques profonds explique pourquoi les patients ne peuvent pas nommer les non-mots.

### Hypothèses des hémisphères droit et gauche

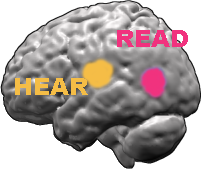
Zones d'activation dans l'hémisphère gauche lors de l'écoute ou de la lecture d'un mot. L'« hypothèse de l'hémisphère gauche » soutient l'idée d'un système de lecture basé sur l'hémisphère gauche endommagé.

La lecture normale est généralement fonction d'un système basé sur l'hémisphère gauche. L'hémisphère droit joue un rôle minime dans la lecture,. Une hypothèse, «l'hypothèse de l'hémisphère gauche», soutient l'idée d'un système de lecture basé sur l'hémisphère gauche endommagé associé à une dyslexie profonde,,. Les dyslexiques profonds peuvent tenter d'utiliser cet hémisphère gauche endommagé, entraînant de graves déficits de lecture,,,. D'autre part, « l'hypothèse de l'hémisphère droit » stipule que les dyslexiques profonds tentent de lire en utilisant un système de lecture complètement différent,,. Selon cette hypothèse, ils utilisent l'hémisphère droit pour le traitement orthographique et sémantique, mais étant donné que ce système ne joue généralement pas de rôle dans la lecture, les dyslexiques profonds présentent de nombreux troubles de la lecture,. Cette hypothèse est solidement étayée par des études sur des patients au cerveau divisé qui utilisent l'hémisphère droit pour lire. Ces patients commettent des erreurs sémantiques similaires à celles observées avec la dyslexie profonde. De nombreuses études ont montré que l'hémisphère droit peut contribuer à la lecture lorsque l'hémisphère gauche d'un patient est endommagé,. Des études d'imagerie cérébrale, réalisées à la fois sur des dyslexiques profonds et sur d'autres patients présentant une lésion de l'hémisphère gauche, ont montré que l'hémisphère gauche endommagé joue toujours un rôle dans la lecture,. Cependant, l'imagerie a également montré que des zones de l'hémisphère droit sont également actives lors de la lecture,. Ainsi, il semble actuellement qu'il y ait un plus grand soutien en faveur de l'hypothèse de l'hémisphère droit
.

## Diagnostic

### Classification

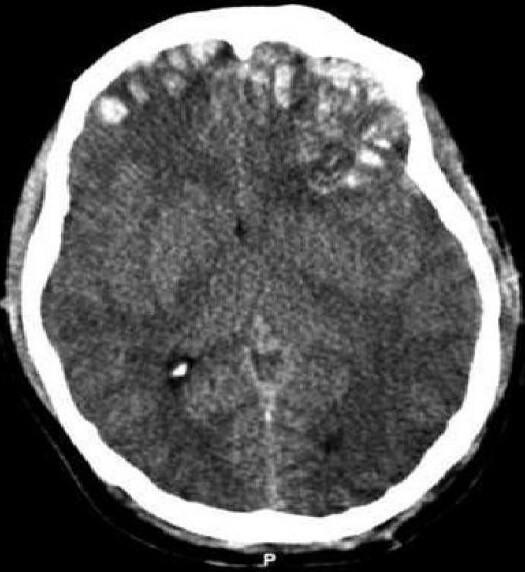
Tomodensitométrie (TDM) montrant de multiples lésions cérébrales frontales, pariétales et temporales/ La cause de la dyslexie profonde est une lésion de l'hémisphère gauche du cerveau.

La dyslexie profonde est généralement classée comme un trouble acquis de la lecture, par opposition à une dyslexie développementale, chez les adultes déjà alphabétisés à la suite d'une lésion cérébrale,,,. Cependant, récemment, une dyslexie profonde développementale a également été signalée chez des enfants atteints du syndrome de Williams,.
La dyslexie profonde est considérée comme une « dyslexie centrale » par opposition à une « dyslexie périphérique ». Les dyslexiques périphériques ont des difficultés à faire correspondre les caractéristiques visuelles des lettres qui composent un mot à une mémoire stockée de ce mot lors de rencontres antérieures. Les dyslexiques centraux sont incapables de faire correspondre correctement le mot visuel à la signification du mot. Ils peuvent également être incapables de parler ou de phoner la séquence de lettres écrites qu'ils voient dans le mot que ces lettres représentent. La dyslexie profonde diffère des autres formes de dyslexie centrale (dyslexie phonologique et dyslexie de surface ) en ce que les dyslexiques profonds présentent beaucoup plus de symptômes et ces symptômes sont généralement plus sévères,,. Selon l'hypothèse du « continuum », la dyslexie profonde est une forme plus sévère de dyslexie phonologique,,.

## Traitement
De nombreuses études différentes ont été menées dans le but de traiter les dyslexiques profonds, qui ont chacune rencontré un succès variable. Une méthode fréquemment utilisée consiste à apprendre aux patients à prononcer des mots en utilisant des règles de correspondance graphème-phonème (par exemple, en utilisant des graphèmes à une seule lettre tels que la lettre « B » pour établir un lien avec des mots plus grands tels que « Bébé », ce qui permet pour l'association de phonèmes). De telles méthodes sont connues sous le nom de "traitements de lecture non basés sur le lexique". D'autres études se sont penchées sur la tentative de réparation de la voie sémantique-lexicale, connue sous le nom de "traitement basé sur le lexique". Quelle que soit la méthodologie, les études de traitement des dyslexiques profonds sont difficiles car une grande partie des informations concernant ce handicap est encore fortement débattue[réf. nécessaire]. Les options de traitement peuvent réussir à réparer une voie de lecture mais pas une autre, et le succès d'un patient peut ne pas se traduire par le succès d'un autre[réf. nécessaire].